# Nervo trocleare
Il nervo trocleare o nervo patetico costituisce il IV paio di nervi cranici. È un nervo motorio, è il più sottile dei dodici ed è l'unico che esca dorsalmente dal tronco cerebrale, attraversando l'orbita con il manicotto durale.
Esso è un nervo motorio che innerva il muscolo obliquo superiore dell'occhio, il quale provvede a ruotare l'occhio verso il basso ed esternamente. Il suo nucleo originario si trova davanti all'acquedotto di Silvio, all'altezza del tubercolo quadrigemino inferiore del tetto del mesencefalo.

## Decorso
Le fibre iniziali scorrono dietro all'acquedotto di Silvio, si incrociano ed escono dorsalmente dal tronco cerebrale sotto il mesencefalo. Esso scorre poi lungo il margine superiore del ponte cerebellare e di fronte al crus cerebri. Emerge tra l'arteria cerebrale posteriore e l'arteria cerebellare superiore e continua con il nervo oculomotore. Passa lateralmente al processo clinoideo posteriore, attraversando la dura madre tra il margine libero e fisso del tentorio e continuando lungo la parete laterale interna del seno cavernoso e riceve anastomosi contenenti fibre sensitive propriocettive dalla branca oftalmica del trigemino. Si dirige obliquamente verso l'alto e, prima di arrivare alla fessura orbitaria superiore, incrocia il nervo oculomotore. Arriva nella cavità orbitaria passando sopra l'anello tendineo e attraversando la fessura orbitaria superiore viene circondato da un manicotto durale. Continua infine sulla linea mediana fino a innervare il muscolo obliquo superiore dell'occhio.

### Nucleo del nervo trocleare
Il nucleo del nervo trocleare è posto nel mesencefalo, vicino ai collicoli inferiori, vicino al piano mediano e in posizione ventrale rispetto all'acquedotto di Silvio. È molto vicino al fascicolo longitudinale mediale ed è in rapporto in alto con il nucleo del nervo oculomotore, con cui è in asse. Le fibre del nervo trocleare si incrociano prima della loro emergenza, che avviene dorsalmente al tronco encefalico cosa unica fra i nervi cranici. Il nucleo del nervo trocleare è composto solamente da una componente motrice somatica.
Presenta piccoli neuroni colinergici che innervano il muscolo obliquo superiore del lato opposto.
Il nucleo è coinvolto nei movimenti coordinati verticali dello sguardo grazie alla coordinazione che arriva dal nucleo interstiziale rostrale del fascicolo longitudinale mediale (nel polo superiore del nucleo rosso) con la partecipazione del nucleo interstiziale di Cajal.

## Patologia
La paralisi del muscolo obliquo superiore può portare a strabismo non evidente e la diplopia si presenta solo quando si guarda sotto il piano orizzontale in quanto il retto inferiore non è bilanciato dall'obliquo superiore.